# 連邦大統領 (スイス)
スイス連邦の連邦大統領（れんぽうだいとうりょう、ドイツ語: Bundespräsident; フランス語: Président de la Confédération; イタリア語: Presidente della Confederazione; ロマンシュ語: President da la Confederaziun）は、同国の行政府である連邦参事会の議長である。連邦議会により1年ごとに選出され、連邦大統領は連邦参事会の会合の議長を務めるだけでなく、特別な代表としての任務も負う。同輩中の首席 (Primus inter pares)であり、他の連邦参事(Bundesräte)に対して何の権限も有しておらず、自身の省の長としての地位を引き続き有する。伝統的にこの任務は連邦参事の中で年齢順で持ち回りであり、前年の副大統領が大統領となる。
他の日本語訳として連邦主席がある。

## 権能
オーストリアやドイツの連邦大統領とは異なり、スイスの連邦大統領は国家元首ではない。スイス連邦憲法上、連邦参事会が国家元首兼政府の長である。
連邦参事会の議長としては、連邦大統領は参事会での採決においてほかの連邦参事（閣僚）と同等の扱いを受ける。
さらに連邦参事として担当する連邦省についても、連邦大統領は連邦参事会の一員としてその職務を行うのみである。国内において連邦大統領が国家元首のように振る舞うのは、新年と建国記念日（8月1日）のテレビ・ラジオ演説と、毎年連邦院で行われる外交使節団に対する新年のレセプションで駐スイス・ローマ教皇庁大使とともにスピーチを述べるほどのものである。近年では外交の場が増えてきたこともあり、連邦大統領はスイスの政府首脳の立場として外遊することが多くなった。同様に、国際連合総会など他国の国家元首や政府の長が一堂に会する際にも連邦大統領が出席する。また、オリンピックの開会式は国家元首が開会宣言を行うことになっているが、過去にスイスで開催されたオリンピック（1928年のサンモリッツ五輪と1948年のサンモリッツ五輪）では連邦大統領が開会宣言を行っている。

## 選出
連邦大統領は毎年12月初めに連邦議会において、連邦参事会のなかから1名を選任する。連邦大統領の任期は毎年1月1日から12月31日までである。
19世紀、連邦大統領に選出されることは連邦参事にとって高く評価されたという名誉であった。逆に評価の低い連邦参事が連邦大統領に選出されることは少なかった。たとえばヴィルヘルム・マティアス・ナエフは27年間連邦参事を務めたが、連邦大統領に選出されたのは1853年の1度きりであった。
20世紀以降は連邦大統領の選出にあたってあまり議論が起こることはなくなった。連邦大統領職を最も長い期間務めていない連邦参事が就任するということが不文律として定着したためである。このため連邦参事は長くても7年に1度は連邦大統領を輪番制で務めることになった。ところで連邦大統領に選出されることになる連邦参事はどれだけの票を受けられるかということが議論となることがある。1970-80年代では全246票中200票を獲得すれば優秀な結果とみなされていたが、近年は政党間の対立が激化してきていることもあって、180票を獲得すればそれなりに良い結果であるとみなされるようになっている。
1920年までは、途中に例外の時期があったものの、連邦大統領の任期中は連邦外務省を担当するということが慣習となっていた。そのため連邦参事会のなかで、連邦大統領退任直後の連邦参事が就任前の連邦省に戻り、新任の連邦大統領が連邦外務省を担当するというような変更が毎年なされていた。さらに連邦大統領はその任期期間中、連邦外務省担当参事（外相）を兼務しているにもかかわらずスイス国外に出国しなかったという慣習があった。
連邦大統領と同じく、副大統領も毎年選出される。副大統領は連邦大統領を代行する役職で、通常は翌年に連邦大統領に選出されることになる。